# Anläggning

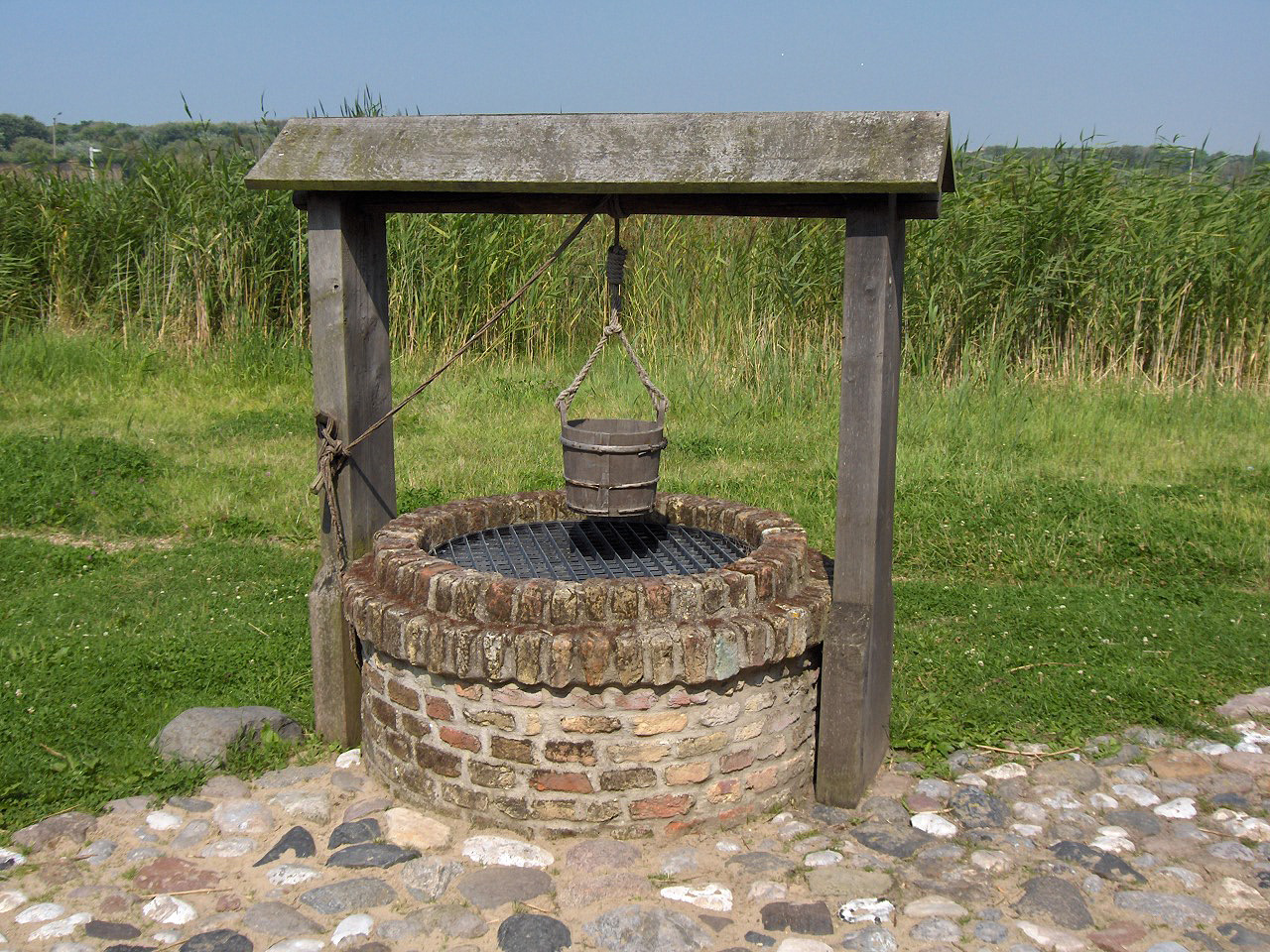
Brunnar hör till de äldsta och viktigaste anläggningarna.

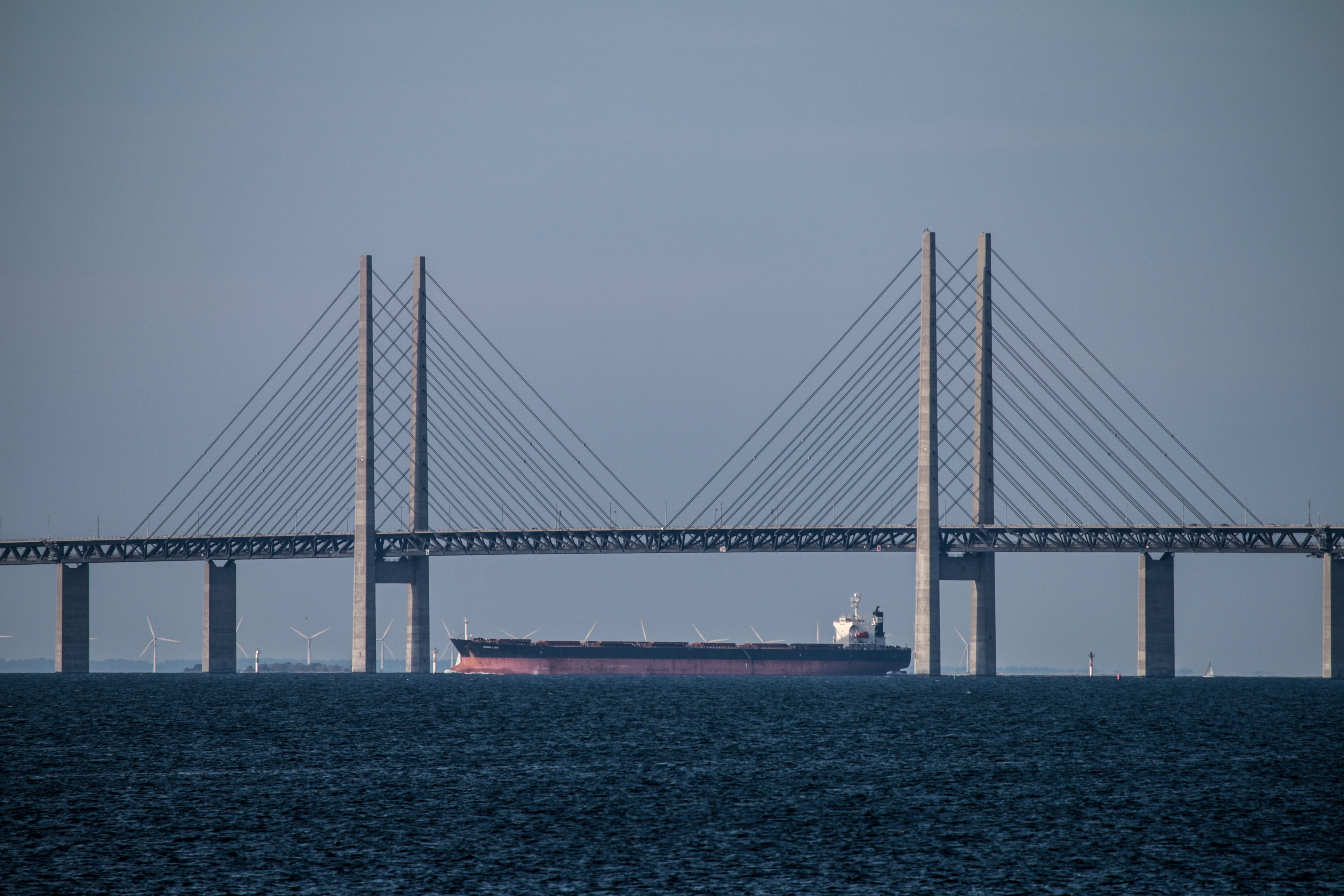
Öresundsbron, infrastrukturbyggnad.

En anläggning är en fast byggnadskonstruktion på land eller vatten. Enligt det svenska klassifikationssystemet CoClass är en anläggning en typ av byggnadsverk som inte är en byggnad.
Anläggning är en ortnamnstyp i Lantmäteriets ortnamnsdatabas, och åsyftar då artefakt som inte utgör fastighet eller byggnad, exempelvis bro, hamn, monument, fyr, flygplats, kyrkogård och väg. Andra exempel på anläggningar är parker, stängsel och befästningar. En anläggning tillhör fastigheten där den ligger, om den inte är anlagd på ofri grund.
Exempel på anläggningar är bro, tunnel, brygga, färjeläge, kanal eller sluss. En fullständig klassifikation av anläggningar finns i CoClass.